# 全国社会人アイスホッケー選手権大会
全国社会人アイスホッケー選手権大会（ぜんこくしゃかいじんアイスホッケーせんしゅけんたいかい）は、日本アイスホッケー連盟が主催して開催されていた社会人アイスホッケーの全国大会。
「アイスホッケーをプレーするすべての選手に全国大会を!」という普及本部の提唱によって、全日本選手権、国民体育大会、国体ブロック予選や日本アイスホッケー連盟会長杯などに出場できなかった選手たちによる全国大会として行なわれていた。
2018年度で大会終了。
選手の参加資格は次のとおり。
- 1 - 全日本選手権大会並びに国体または国体予選に出場した選手を除く19歳以上の選手。
- 2 - インカレ予選にエントリーした選手を除く大学生。
- 3 - 日本リーグおよびアジアリーグ経験者の参加は、満50歳以上とする。
- 4 - 日本国籍を持たないものは1チーム3名までとする。

チームの参加資格は次のとおり。
- A - 各ブロックの推薦をうけたチーム
- B - 単独登録チーム・都道府県選抜チーム・ブロック選抜チーム・混合チーム
- C - ブロック別出場枠

北海道ブロック（1）、東北ブロック（1）、関東ブロック（3）、東京ブロック（1）
北信越・東海ブロック（1）、近畿ブロック（2）、中四国（1）、九州ブロック（1）、開催県（1）
※チーム数が12チームに満たないときは、(公財)日本アイスホッケー連盟普及本部長が開催地を基準に調整する。

大会の方式はトーナメント方式。

## 結果
| 回 | 年   | 開催地 | 決勝戦                                   | 決勝戦 | 決勝戦                        | 備考        |
| 回 | 年   | 開催地 | 優勝                                     | スコア | 準優勝                        | 備考        |
| -- | ---- | ------ | ---------------------------------------- | ------ | ----------------------------- | ----------- |
| 1  | 2013 | 岩手県 | 伊藤忠商事(初)                           | 5-3    | 北辰工業                      | 9チーム出場 |
| 2  | 2014 | 岩手県 | セントラルクリニック・サンダーバード(初) | 11-2   | NEC                           | 8チーム出場 |
| 3  | 2015 | 岡山県 | 北辰工業(初)                             | 4-1    | WAG軽井沢アイスホッケークラブ | 8チーム出場 |
| 4  | 2016 | 岡山県 | WAG軽井沢アイスホッケークラブ(初)        | 3-1    | 北辰工業                      | 8チーム出場 |
| 5  | 2017 | 岩手県 | WAG軽井沢アイスホッケークラブ(2)         | 2-0    | 北辰工業                      | 8チーム出場 |
| 6  | 2018 | 広島県 | WAG軽井沢アイスホッケークラブ(3)         | 6-5    | 北辰工業                      | 6チーム出場 |
|    | 2019 |        |                                          |        |                               | 開催されず  |